# Agather Atuhaire

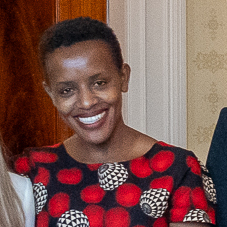
Agather Atuhaire beim IWOC 2024

Agather Atuhaire (geb. in Sheema) ist eine ugandische Juristin, Investigativjournalistin und digitale Aktivistin, die sich für Menschenrechte, Rechtsstaatlichkeit und öffentliche Rechenschaftspflicht einsetzt. Internationale Bekanntheit erlangte sie durch ihre faktenbasierte Aufklärungsarbeit über Korruption in ugandischen Institutionen sowie durch ihre Rolle als Mitbegründerin und Leiterin der zivilgesellschaftlichen Plattform Agora Discourse. Für ihren Einsatz erhielt sie 2023 den EU-Menschenrechtspreis und 2024 den International Women of Courage Award.

## Leben
Agather Atuhaire wurde in Sheema im Westen Ugandas geboren. Ihre Kindheit war von häuslicher Gewalt geprägt: Ihr Vater war alkoholkrank, gewalttätig gegenüber ihrer Mutter und vernachlässigte seine acht Kinder. Diese Erfahrungen prägten ihren Gerechtigkeitssinn und den Wunsch, eines Tages als Anwältin für unterdrückte Menschen einzutreten.
Da ihre Familie arm war, musste sie zunächst eine Dorfschule besuchen, die Agrarprodukte als Schulgeld akzeptierte, und täglich sieben Kilometer zu Fuß zurücklegen. Später erhielt sie einen Platz an der Alliance School Mbarara, die begabten, aber mittellosen Kindern Teilstipendien gewährte.
Sie begann zunächst ein Journalistikstudium an der Makerere-Universität. Vier Jahre nach dem Abschluss kehrte sie jedoch zurück, um ein Bachelorstudium der Rechtswissenschaften zu absolvieren, bei dem sie sich wiederholt gegen Missstände in der Studienverwaltung zur Wehr setzte.
Am Law Development Centre wurde sie 2021 zunächst zu Unrecht von der Graduierung ausgeschlossen. Sie führte erfolgreich eine öffentliche Kampagne zur Offenlegung der Prüfungsakten und wurde schließlich rehabilitiert und erhielt ihr Abschlusszeugnis. Dieses Erlebnis bestätigte sie in ihrer Überzeugung, dass Veränderung nur durch Widerstand gegen institutionelles Unrecht erreicht werden kann.

## Wirken
Nach fast zehn Jahren im traditionellen Journalismus wandte sich Atuhaire verstärkt der digitalen Aktivismusarbeit zu, da sie die junge Bevölkerung Ugandas besser über soziale Medien erreichen wollte. In einem Land mit einer über 70 % jungen Bevölkerung, aber nur rund 10.000 täglich verkauften Zeitungsexemplaren erwies sich diese Strategie als wirkungsvoll.
Gemeinsam mit Gleichgesinnten gründete sie Agora Discourse, eine zivilgesellschaftliche Plattform für faktenbasierte Aufklärung über Machtmissbrauch, Korruption und Menschenrechtsverletzungen. Besonders hervorgetreten ist sie mit der sogenannten „Parliament Exhibition“, einer digitalen Kampagne zur Aufdeckung von Korruption im ugandischen Parlament. In dieser veröffentlichte sie Belege für überteuerte Fahrzeugkäufe für Parlamentsvorsitzende und zeigte Zahlungsflüsse an Untergebene auf.
Ihr juristischer und journalistischer Hintergrund ermöglicht ihr die Untermauerung sämtlicher Beiträge mit sorgfältig belegten Dokumenten, Quittungen und Zahlen. Ihr Ruf für faktenbasierte Berichterstattung ist so gefestigt, dass viele Menschen ihre Aussagen höher gewichten als offizielle Verlautbarungen.
Ihre Online-Kampagnen führten zu einer breiten öffentlichen Debatte und mündeten teilweise in landesweite Proteste wie die #March2Parliament-Demonstrationen. Ihre Arbeit hatte überdies internationale Konsequenzen: Die Regierungen der Vereinigten Staaten und des Vereinigten Königreichs verhängten Sanktionen gegen ugandische Amtsträger, die durch ihre Recherchen belastet wurden.
Agora Discourse agiert trotz erheblicher staatlicher Repression: Seit Inkrafttreten des Computer Misuse (Amendment) Act 2022 ist jegliche Regierungskritik in sozialen Medien strafbar. Obwohl sie selbst bislang nicht angeklagt wurde, ist die Bedrohung durch Überwachung, Diffamierung und Zensur ständiger Begleiter ihrer Arbeit. Zusätzlich wurde die Plattform X, auf der sie besonders aktiv ist, in Uganda wiederholt blockiert.
Im Mai 2025 wurde Atuhaire nach einem Besuch in Tansania, bei dem sie den Oppositionspolitiker Tundu Lissu unterstützen wollte, festgenommen und mehrere Tage in Gewahrsam gehalten. Laut eigenen Angaben wurde sie dabei gefoltert und sexuell misshandelt. Internationale Organisationen forderten eine umfassende Untersuchung der Vorfälle.
Atuhaire und ihr Team haben zahlreiche weitere Themen bearbeitet, darunter Landenteignungen in Westuganda, Missstände in der Gesundheitsversorgung, Polizeigewalt und das Verschwinden oppositioneller Gefangener seit 2021. Sie nutzt zudem kreative Formate wie Karikaturen zur Vermittlung sensibler Inhalte in humorvoller, zugänglicher Form.
Zukünftig will sie sich verstärkt dem Thema Machtwechsel in Uganda widmen, insbesondere vor dem Hintergrund der angekündigten erneuten Präsidentschaftskandidatur von Yoweri Museveni im Jahr 2026. Neben nationalen Kooperationen sucht sie gezielt internationale Partnerschaften für Recherchen, Austausch und finanzielle Absicherung.
Für ihren Mut und ihren Einsatz für die Menschenrechte wurde sie 2023 mit dem EU Human Rights Defenders Award und 2024 mit dem International Women of Courage Award des US-Außenministeriums ausgezeichnet.